# Гімназія № 2 (Добропілля)
Гімназія № 2 — навчальний заклад міста Добропілля.

## Історія
Школа № 2 була відкрита 1 вересня 1937 року як російськомовна в складі школи № 1. З 1939 як окрема школа № 2. Першим її директором був І С Дульченко.
Рішенням виконкому Добропільської міської ради від 25 грудня 1998 року за № 23.4-33 ЗОШ № 2 перетворено в першу в нашому місті гімназію II—III ступенів з двома профілями: філологічним — з вивченням двох іноземних мов та інформаційно-математичним, з 1 липня 1999 року.
Нині в гімназії працюють 22 педагоги, з них 18 спеціалісти вищої кваліфікаційної категорії. Директор гімназії В. І. Дементьєва.
Протягом 25 років директором середньої школи № 2 працювала колишня її випускниця Н. О. Бутєва — Почесний громадянин міста Добропілля, автор літопису школи і організатор шкільного музею.

## Відомі випускники
А. С. Мостова- журналіст, Заслужений журналіст України.